# Kanton Caen-Hérouville (Caen-6)
Kanton Caen-Hérouville (Caen-6) (fr. Canton de Caen-Hérouville (Caen-6)) byl francouzský kanton v departementu Calvados v regionu Dolní Normandie. Skládal se pouze z části obcí Caen a Hérouville-Saint-Clair (její zbývající část ležela v kantonu Hérouville-Saint-Clair (Caen-5)). Zrušen byl v roce 2015.